# Montréal-la-Cluse
Montréal-la-Cluse là một xã ở tỉnh Ain, vùng Auvergne-Rhône-Alpes thuộc miền đông nước Pháp.